# Мавзолей Казанши
Мавзолей Казанши (каз. Қазаншы кесенесі) — памятник архитектуры ХVІІІ—XIX веков в селе Сузак Сузакского района Туркестанской области Казахстана. Входит в список памятников истории и культуры местного значения Туркестанской области.

## Архитектура
Представляет собой центрально-купольный тип мавзолея, характеризующийся высоким, конусообразным куполом, установленным на четверик. В средней части купола имеются круглые световые отверстия. Вход с южной стороны. Переход от четверика к куполу осуществлён через балочные тромпы. В центре мавзолея установлено надгробие из сырцового кирпича. Мавзолей сложен из сырцового кирпича размером 34×16×10 см, снаружи обмазан глиной. С западной стороны позднее пристроена ограда — сагана из сырцового кирпича.